# Roms brand
Roms brand var en stor brandkatastrofe i antikkens Rom, der – ifølge den romerske historiker Tacitus – begyndte 18. juli 64 e.Kr. i området omkring Circus Maximus. Eftersom de fleste huse i området var bygget af træ, spredte branden sig hurtigt. Tacitus beretter, at det næsten lykkedes at slukke branden efter fem dage (ved at rive bygninger ned og derved skabe et brandbælte), men branden tog alligevel til i styrke igen og hærgede, ifølge Sveton, i alt i seks dage og syv nætter. Tacitus opgjorde, at ud af Roms 14 distrikter blev tre jævnet med jorden og yderligere syv beskadiget ved branden.
Kejser Nero befandt sig i Antium udenfor Rom, da branden brød ud, men skyndte sig tilbage til byen for at lede redningsarbejdet og organisere hjælp til de hjemløse. Ved genopbygningen sørgede han for at forenkle fremkomsten i byen ved at anlægge rette gader. Han tog også fat på anlægget af sit nye palads, Domus Aurea, det gyldne hus, hvor nu Colosseum ligger. Færdigstillet efter Neros ønske ville Domus Aurea have dækket en tredjedel af det daværende Rom.
Ifølge Tacitus gik der rygter om, at kejser Nero selv havde anstiftet branden. I så fald havde han afgjort valgt en lang, måneløs vinternat i stedet for en kort sommernat, hvor månelyset snart ville have afsløret eventuelle brandstiftere.
Efterhånden skød rygtet om kejserens skyld fart, og det forlød, at han skulle have spillet lyre og fremført sit digt om Trojas fald, mens han med udsigt fra Mæcenas' tårn så flammerne fortære Rom. Nu havde Nero behov for at skyde skylden på nogle andre. Han kunne have valgt jøderne, som var meget upopulære; men hans kone Poppæa var interesseret i jødedommen, hvad der kan have bevirket, at jøderne i denne omgang gik fri. I stedet vendte han sig mod de kristne, som i forvejen var mistænkt for at bedrive kannibalisme; sandsynligvis en misforståelse af nadveren. Dermed beordrede Nero forfølgelse, tortur og henrettelse af alle Roms kristne; apostlen Peter og Paulus skal have været blandt disse. Disse forfølgelser var, omend kortvarige og begrænset til byen Rom, blandt de første centralt organiserede kristenforfølgelser i Romerriget. Nogle blev smidt ind til vilde dyr og sønderrevet; andre blev indsmurt med tjære og tjente som levende fakler ved Neros fester. Tacitus er dog den eneste, der sammenkobler Neros kristenforfølgelser til byens brand.
De vigtigste kilder til branden er Tacitus' Annales, Svetons biografi om Nero og Dio Cassius' Historia Romae.